# Barack Obama családja

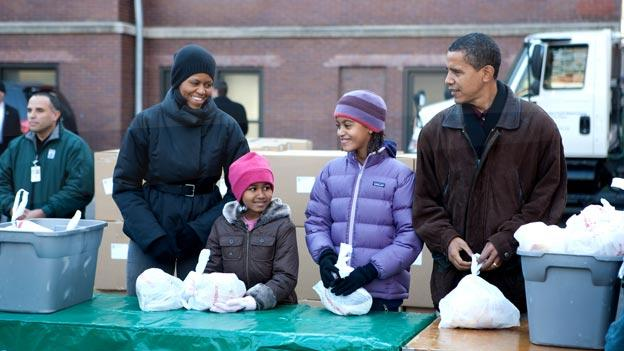
Michelle, Natasha, Malia Ann és Barack Obama (2009)

Barack Obama családja kiterjedt nemzetséghez tartozik, melyben megtalálhatók afroamerikai, angol, indonéziai és kenyai (Luo) gyökerek. A család a köztudatba az írói és politikai karriert befutott Barack Obama által került, aki az Amerikai Egyesült Államok elnöke. Közvetlen családtagjai az Egyesült Államok első számú családja. Az Obama család az első olyan afroamerikai leszármazott az Egyesült Államokban – és a Kennedy-k óta a legfiatalabb –, amely a Fehér Házba került. Egy újságíró szerint „Obama fiatal, energetikus családja újra felidézi Camelot napjait.”

## Közeli családtagok

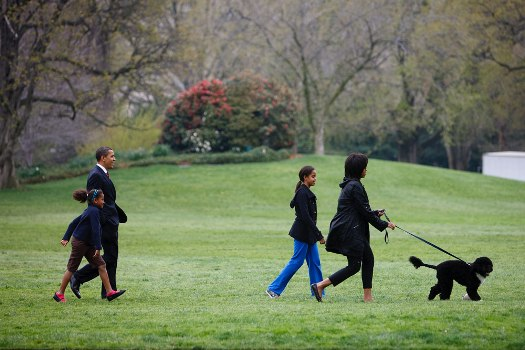
Séta a parkban

### Felesége, Michelle Obama
Michelle Obama, született Robinson, Barack Obama felesége, 1964. január 17-én született az Illinois állambeli Chicagóban. Foglalkozása ügyvéd, ő az Chicago Hospital Egyetem helyettes igazgatója. Ő az Egyesült államok First Ladyje.

### Gyermekei, Malia Obama és Sasha Obama
Barack és Michell Obamá-nak két gyermeke van, Malia Ann, született 1998. július 4-én és Natasha (Sasha-ként ismert) szül. 2001. június 7-én. Sasha a legfiatalabb gyermek a Fehér Házban John Fitzgerald Kennedy fia óta, aki csecsemőként érkezett meg 1969-ben. Emellett a Fehér Házban ő az első, aki a 21. században született.
Beiktatása előtt Barack Obama nyílt levélben nyilatkozott leányaival kapcsolatban a Parade magazinban, melyben leírta mit akar tőlük és minden amerikai gyermektől: „olyan világban nőjetek fel, ahol nincsenek határok az álmaitokban és nincs, .... , legyetek irgalmas, és elkötelezett nők akik segítenek építeni ezt a világot”.
Mialatt Chicagóban laktak, zsúfolt napi programjuk volt. Az Associated Press jelentése alapján: „foci, tánc és dráma Maliá-nak, gimnasztika és ... Sasha-nak, zongora- és teniszleckék mindkettejüknek.” 2008 júliusában a család interjút adott az Access Hollywood televíziós sorozatban, Obama később azt mondta megbánták, hogy a gyerekeket is bevonták a dologba.
A győzelme után, a megválasztása estéjén Obama elnök beszédében megismételte ígéretét a gyermekei felé, hogy egy kölyökkutyát vihetnek magukkal a Fehér Házba. A kutyák kiválasztása lassan ment, ugyanis Malia allergiás az állati szőrökre. Az elnök azután elmondta, hogy végül két jószágra szűkült le a kör, mégpedig egy labradorra és egy portugál vízikutyára. 2009 április 12-én bejelentették, hogy örökbe fogadják a portugál vízikutyát, és Bo-nak nevezték el, melyet a két kislány talált ki neki.
Malia és Sasha a Washingtonban található Sidwell Friends School magániskolába járnak, ahova Chelsea Clinton, Tricia Nixon Cox és Archibald Roosevelt járt, és ahol jelenleg az alelnök, Joe Biden unokája tanul. Az Obama lányok 2009. január 5-én kezdték meg itt tanulmányaikat.

### Anyósa, Marian Shields Robinson
Michelle Obama édesanyja (születési neve Marian Shields, szül. 1937 júliusában) özvegyasszony, egykori férje Fraser Robinson, akivel 1960-ban házasodott össze. Robinson asszony régebben titkár volt a Siegel Catalog-nál majd később egy bankban is. Amíg Michelle és Barrack Obama 2008-ban kampányolt, a Robinson asszony vigyázott a gyermekekre, és a család Washingtonban tartózkodása alatt ugyanezt szándékozik tenni. Robinson asszony jelenleg a Fehér Házban él, és ő is az első számú családhoz tartozik. Egyébként ő ott az első élő nagymama Elvierea M. Doud óta, aki Eisenhower idején élt. A médiában már néhol úgy szerepel mint „First Granny”.

## Féltestvérek

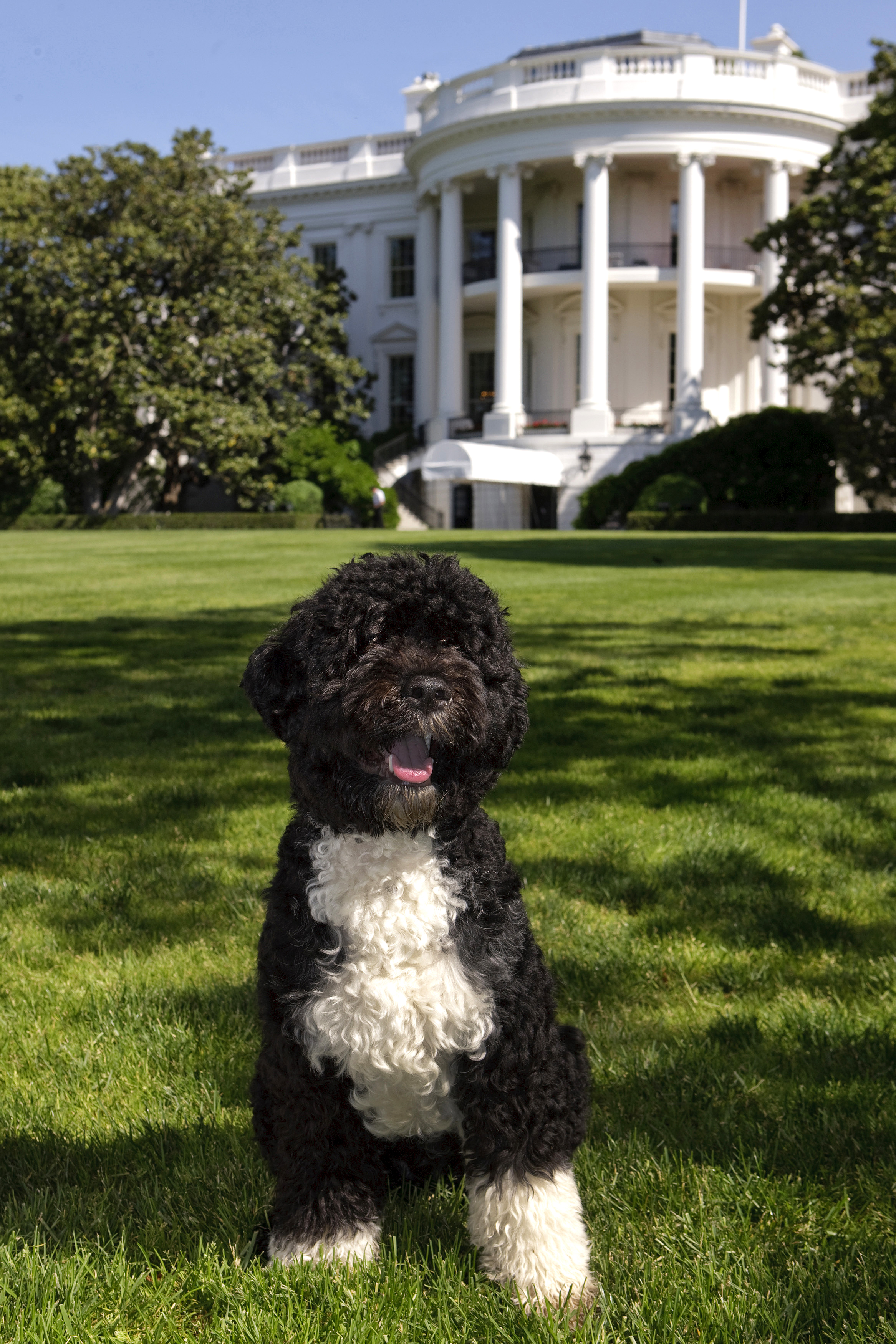
Bo

## Kisállatok

### Bo
Az Egyesült Államok első számú kutyája egy portugál vízikutya (született 2008. október 9-én). A kis kant Ted Kennedy szenátor ajándékozta az Obama családnak.

### Sunny
Sunny fekete portugál vízikutya szuka, 2012 júniusában Michiganben született. 2013 augusztusában költözött be a Fehér Házba.

## Fordítás
- Ez a szócikk részben vagy egészben  a   Family of Barack Obama című angol Wikipédia-szócikk fordításán alapul.  Az eredeti cikk szerkesztőit annak laptörténete sorolja fel. Ez a jelzés csupán a megfogalmazás eredetét és a szerzői jogokat jelzi, nem szolgál a cikkben szereplő információk forrásmegjelöléseként.